# Илир Мета
Илир Мета (на албански: Ilir Meta) е албански политик, президент на Албания от 24 юли 2017 г. до 24 юли 2022 г.

## Биография
Роден е на 24 март 1969 г. в Скрапар, Албания. Преди това е бил министър-председател от 1999 до 2002 г. и министър на външните работи от 2002 до 2003 г. и отново от 2009 г. до 2010 г. Той е председател на парламента на Албания от 2013 г. насам. Мета също заема поста заместник министър-председател и министър на икономиката, търговията и енергетиката. Преди това той е председателствал парламентарната комисия по европейска интеграция. Мета основава социалистическото движение за интеграция през 2004 г. и продължава да води партията.
След парламентарните избори през 2013 г. Мета бе избран за председател на парламента на 10 септември 2013 г. На 28 април 2017 г. бе избран за 9-и президент на Албания с 87 гласа от 140 народни представители.